# Jasionna (powiat sieradzki)

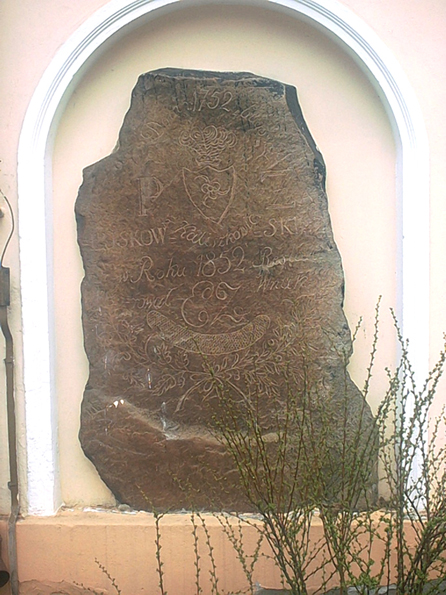
Kamień erekcyjny wbudowany w ścianę dworu

Jasionna – wieś w Polsce położona w województwie łódzkim, w powiecie sieradzkim, w gminie Błaszki, w odległości 8 km od Błaszek, przy szosie do Złoczewa.
W latach 1975–1998 miejscowość należała administracyjnie do województwa sieradzkiego.

## Historia
Wieś wspomniana po raz pierwszy w 1393. Od 1560 była w posiadaniu rodu Załuskowskich h. Rola, z których Paweł Załuskowski, sędzia grodzki sieradzki i poseł na Sejm wybudował tu w 1752 dwór modrzewiowy z alkierzami nakrytymi cebulastymi kopułkami z gontowej łuski. W jednym z alkierzy urządzona była kaplica dworska. Na zewnętrznej ścianie alkierza (od wjazdowej alei) wbudowano tablicę erekcyjną w postaci dużego głazu i naniesiono na niej nazwiska właścicieli, daty budowy i przebudowy dworu. Była tu też gorzelnia, dwa młyny wodne i smolarnia. W 1833 r. Napoleon Załuskowski, za pomoc udzieloną oddziałowi powstańców z partii Faustyna Sulimierskiego podległych płk. Józefowi Zaliwskiemu, został karnie wcielony do Korpusu Orenburskiego jako szeregowy w 12 batalionie liniowym z twierdzy Zwiernogłowskiej. Zmarł 7 kwietnia 1840 r. w czasie wyprawy korpusu hr. B.A. Perowskiego na Chiwę. W dniu 26 maja 1917 Erazm Załuskowski s. Hilarego dobra te sprzedał Bronisławowi Gutowskiemu h. Ciołek (także właścicielowi Wolenia, Golkowa i części Maciszewic) - ppor. kawalerii, późniejszemu jeńcowi Starobielska, który został zamordowany przez Rosjan w 1940 w Charkowie. Po wojnie dwór użytkowała szkoła podstawowa. W parku otaczającym dwór znajduje się wiele pomnikowych drzew. W rejonie wsi stanowiska archeologiczne z okresu neolitu: kultury pucharów lejkowatych i amfor kulistych oraz kultury ceramiki sznurowej.

## Zabytki
Według rejestru zabytków Narodowego Instytutu Dziedzictwa na listę zabytków wpisane są obiekty:
- zespół dworski, XVIII-XX w.:
  - dwór, nr rej.: 814 z 28.12.1967 oraz 18/A z 11.05.1994
  - park, nr rej.: 371 z 31.12.1990